# Kirche Hirschfeld (Reinsberg)

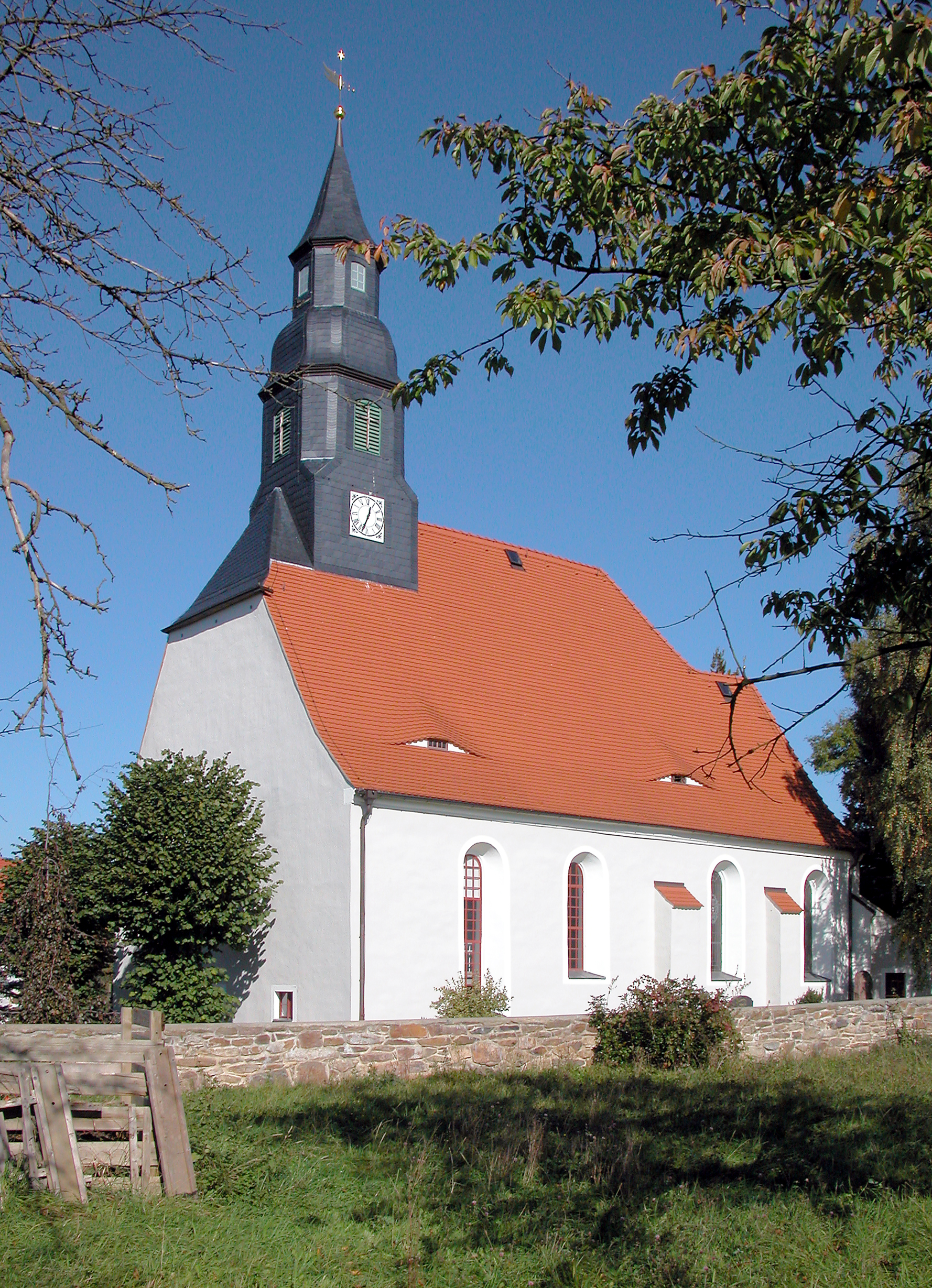
Dorfkirche Hirschfeld (Reinsberg)

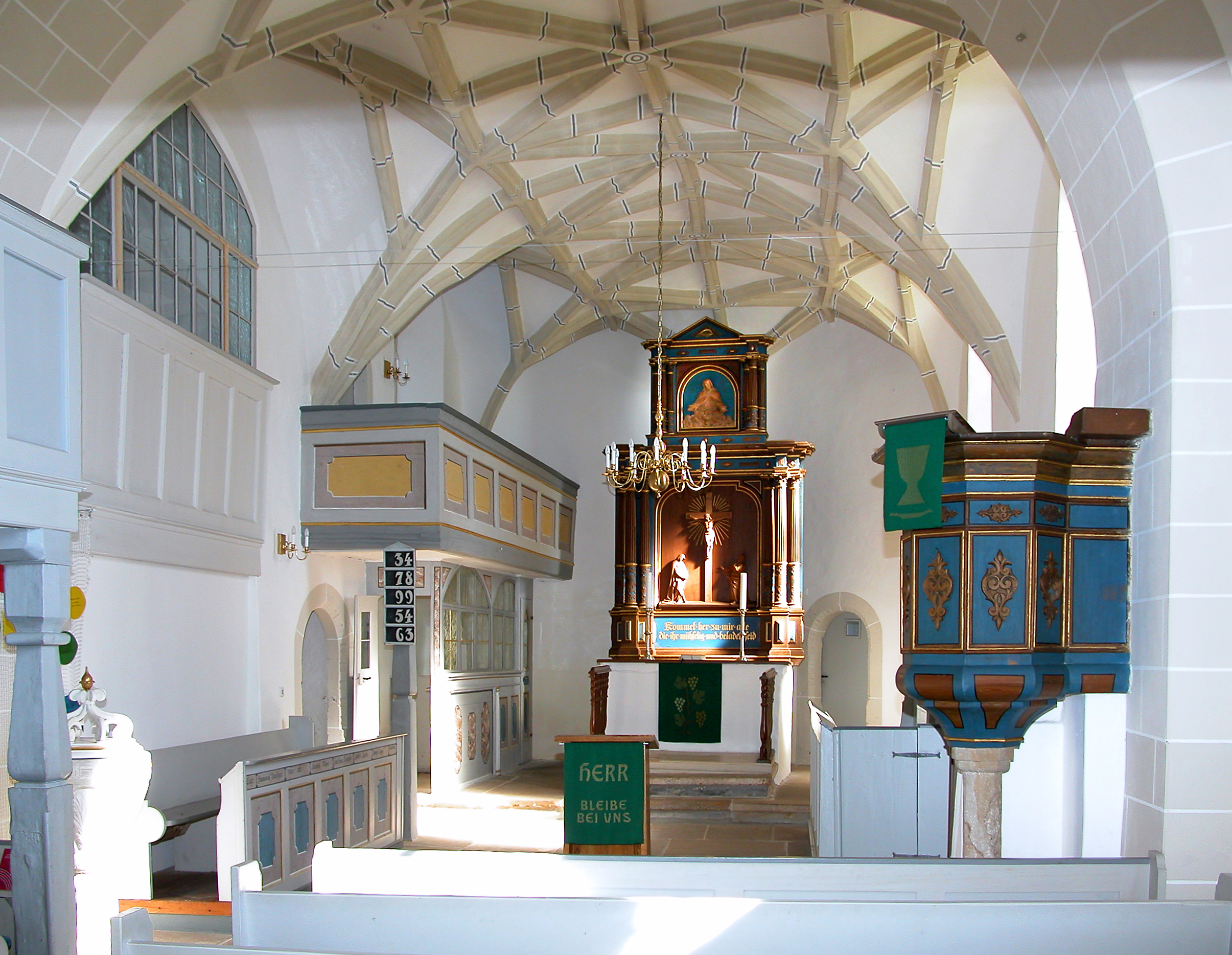
Innenansicht zum Altar

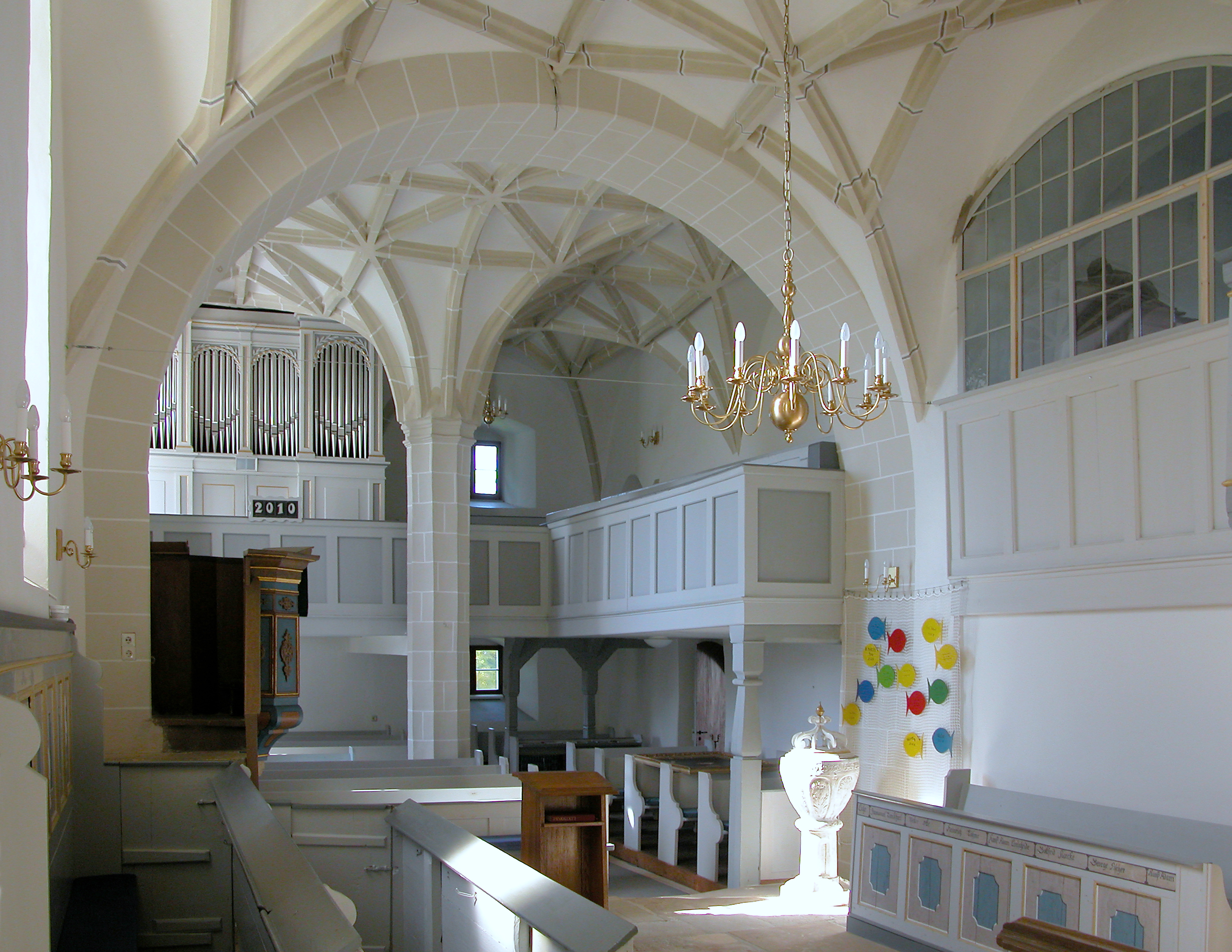
Innenansicht zur Orgel

Die evangelische Kirche Hirschfeld ist eine im Kern romanische, gotisch umgebaute Saalkirche im Ortsteil Hirschfeld von Reinsberg (Sachsen) im Landkreis Mittelsachsen in Sachsen. Sie gehört zum Kirchspiel Nossener Land im Kirchenbezirk Meißen-Großenhain der Evangelisch-Lutherischen Landeskirche Sachsens und kann in der Regel nicht besichtigt werden.
Die der Überlieferung zufolge in Hirschfeld geborene Reformatorin und Ehefrau Luthers Katharina von Bora soll hier getauft worden sein.

## Geschichte und Architektur
Die reizvolle Kirche entstand als Ergebnis eines Umbaus einer spätromanischen Saalkirche des 13. Jahrhunderts (der Westgiebel ist im Innern immer noch sichtbar) zu einem Einstützenraum der spätesten Gotik, dessen Langchor am Außenbauwerk nicht mehr in Erscheinung tritt. Der nördliche Anbau, das Chorpolygon und die Einwölbung stammen aus einer Baumaßnahme des Jahres 1582, wie es eine Jahreszahl am Mittelpfeiler angibt. Der Dachreiter des Bauwerks stammt aus dem Jahr 1729 und wurde 1778 erneuert. Das Innere der Kirche wurde 1888 erneuert. Restaurierungen wurden in den Jahren 1950 am Chorgewölbe und 1984/85 durchgeführt.
Die Kirche ist ein verputzter Bruchsteinbau mit Dachgesims und Strebepfeilern am Chor. Das Chorpolygon ist scheinbar aus der Achse gerückt und bündig mit der Südmauer, südöstlich ist die Sakristei angebaut. An der Nordseite des Chorpolygons ist ein schlichtes Maßwerkfenster und ein kleineres noch spitzbogiges an der Südseite. Auf dem Krüppelwalmdach über dem Westgiebel ist ein kräftiger, mehrfach gegliederter und verschieferter Dachreiter aufgebaut. An der Nordseite erschließt ein Renaissanceportal das Bauwerk; die Holztür ist mit der Jahreszahl 1597 versehen. Darüber befindet sich eine Nische mit einem Sandsteinrelief; eine kleine Kreuzigungsgruppe mit einer Inschrifttafel vom Ende des 16. Jahrhunderts.
Im Innern wird der annähernd quadratische Einstützenraum mit einem sehr dichten Sternrippengewölbe geschlossen; die Gewölbekappen sind ungewöhnlich klein und flach gebildet. Der Mittelpfeiler mit acht konkaven Seiten ist mit Renaissanceprofilen am Kapitell versehen; die Rippen des Gewölbes entwickeln sich in nicht gotischer Weise aus dem auskragenden pyramidenförmigen Kämpfer. Der Triumphbogen führt zum Chor mit ebenfalls dichtem Sternrippengewölbe. Kleine Emporen sind im Westen und Norden eingebaut; im Chor steht ein Kastengestühl, an der Nordseite befindet sich eine Betstube aus dem 17./18. Jahrhundert. Im nördlichen Anbau ist die Patronatsloge eingebaut.

## Ausstattung
Das Hauptstück der Ausstattung ist ein zweigeschossiger Säulenaltar aus Holz des 17. Jahrhunderts; anstelle des Altarbilds ist eine geschnitzte Kreuzigungsgruppe und im Aufsatz ein halbfiguriges Christusrelief aus dem Jahr 1888 eingefügt. Die hölzerne Kanzel auf einer Sandsteinsäule stammt ebenfalls aus dem Jahr 1888. Die reich verzierte Sandsteintaufe besteht aus einem schlichten Kelch mit Nodus und Renaissanceornament vom Ende des 16. Jahrhunderts; der Taufdeckel stammt aus dem 17. Jahrhundert.
Die klangschöne Orgel ist ein Werk von Friedrich Nikolaus Jahn aus dem Jahr 1864 mit 16 Registern auf zwei Manualen und Pedal. Ein Grabdenkmal aus Sandstein für Wolf von Mergental († 1556) zeigt in einer angedeuteten Nische den Verstorbenen mit breiter Schaube in Andacht kniend als sorgfältig gearbeitetes Flachrelief.